# Blanca Serrano
Pour les articles homonymes, voir Serrano.
Blanca María Serrano Serrano, née le 21 août 1976 à Alcalá la Real, est une coureuse de fond espagnole spécialisé en skyrunning. Elle a remporté la médaille d'argent du SkyMarathon aux SkyGames 2012 est championne d'Espagne de course en montagne FEDME 2010.

## Biographie
Pratiquant d'abord la course à pied comme loisir, Blanca décide de participer à des semi-marathons et marathons afin de mesurer ses performances. Se sentant plus à l'aise en montagne, elle décide de s'y investir davantage en compétition.
Elle se révèle sur la scène nationale du skyrunning en 2009, en décrochant la médaille d'argent aux championnats d'Espagne de course en montagne derrière Oihana Kortazar puis en conclant la saison avec brio en remportant le classement général de la Coupe d'Espagne de course en montagne.
Le 30 mai 2010, elle réalise une excellente course aux championnats d'Espagne de course en montagne FEDME courus dans le cadre de la Puyada a Oturia. La favorite, la jeune Mireia Miró mène le début de course et pointe en tête à mi-course avec une confortable avance de cinq minutes. Blanca lance son attaque dans la descente sur un rythme endiablé. Elle rattrape son retard et double Mireia pour aller chercher le titre tandis que Mireia souffre dans la descente et échoue à la cinquième place. Le 11 septembre, elle s'illustre sur la scène internationale en remportant la victoire de la Subida a la Sagra, manche des Skyrunner World Series.
Elle connaît une excellente saison 2012. Fin juin, elle prend part aux SkyGames en Ribagorce dans l'équipe nationale espagnole. Le 3 juillet, elle prend le départ de l'épreuve-reine, le SkyMarathon. Sa compatriote Oihana Kortazar mène les débats dans la première partie de course mais finit par se faire doubler par Núria Picas. Blanca en profite et parvient également à doubler Oihana pour aller chercher la médaille d'argent. Avec sa cinquième place obtenue sur le kilomètre vertical, elle décroche de plus la médaille de bronze du combiné. Elle effectue ensuite une solide saison en Skyrunner World Series, enchaînant les quatrièmes places à la Dolomites SkyRace, au Giir di Mont et à Sierre-Zinal. Le 13 octobre, elle effectue une excellente course au Mount Kinabalu Climbathon et décroche la deuxième place à une minute trente derrière Emelie Forsberg. Elle conclut la saison en remportant la victoire au kilomètre vertical de Puig Campana et termine troisième du classement Vertical de la Skyrunner World Series.
Elle donne naissance à son fils en 2016 et décide de se concentrer davantage sur son métier de viticultrice. Elle reprend ensuite le sport mais de manière moins compétitive.

## Palmarès
| no  | féminin            | Course                                                   | Longueur | Départ            | Temps           |
| --- | ------------------ | -------------------------------------------------------- | -------- | ----------------- | --------------- |
|     | Médaille d'or      | Championnats d'Espagne de course en montagne FEDME       | 38 km    | 30 mai 2010       | 4 h 6 min 36 s  |
|     | Médaille de bronze | Zumaia Flysch Trail                                      | 27 km    | 11 juillet 2010   | 2 h 24 min 56 s |
|     | Médaille d'or      | Subida a la Sagra                                        | 27,5 km  | 11 septembre 2010 | 3 h 15 min 27 s |
| 83e | 9e                 | Championnats d'Europe de skyrunning - SkyRace            | 31 km    | 12 juin 2011      | 3 h 31 min 22 s |
| 61e | 5e                 | Championnats d'Europe de skyrunning - Kilomètre vertical | 3,6 km   | 5 novembre 2011   | 48 min 17 s     |
| 20e | Médaille d'argent  | SkyGames - SkyMarathon                                   | 42 km    | 3 juillet 2012    | 4 h 57 min 56 s |
| 63e | Médaille de bronze | Dolomites Vertical Kilometer                             | 2,4 km   | 20 juillet 2012   | 43 min 34 s     |
| 72e | 4e                 | Dolomites SkyRace                                        | 22 km    | 22 juillet 2012   | 2 h 33 min 47 s |
| 65e | 4e                 | Giir di Mont                                             | 32 km    | 29 juillet 2012   | 4 h 10 min 33 s |
| 78e | 4e                 | Sierre-Zinal                                             | 31 km    | 12 août 2012      | 3 h 9 min 0 s   |
| 18e | Médaille d'argent  | Mount Kinabalu Climbathon                                | 23 km    | 13 octobre 2012   | 2 h 40 min 4 s  |
| 27e | Médaille d'or      | Kilomètre vertical de Puig Campana                       | 3,6 km   | 11 novembre 2012  | 44 min 33 s     |